# Diocesi di Andrapa
La diocesi di Andrapa (in latino Dioecesis Andrapena) è una sede soppressa del patriarcato di Costantinopoli e una sede titolare della Chiesa cattolica.

## Storia
Andrapa, identificabile con Vezirköprü nell'odierna Turchia, è un'antica sede vescovile della provincia romana dell'Elenoponto nella diocesi civile del Ponto. Faceva parte del patriarcato di Costantinopoli ed era suffraganea dell'arcidiocesi di Amasea. La diocesi è menzionata in tutte le Notitiae Episcopatuum del patriarcato dalla metà del VII secolo fino al XII secolo.
Di questa antica diocesi bizantina sono noti diversi vescovi. Paralio prese parte al concilio di Efeso nel 431 e si fece rappresentare dal diacono Eucario a quello di Calcedonia nel 451; Paralio è documentato anche da un'iscrizione datata al 435/6. Paolo sottoscrisse nel 458 la lettera dei vescovi dell'Elenoponto all'imperatore Leone in seguito all'uccisione del patriarca Proterio di Alessandria. Andrea è noto grazie alla scoperta del suo sigillo episcopale, databile al VI secolo. Giovanni è documentato nel concilio di Costantinopoli del 680; a questo vescovo sono attribuiti due sigilli databili al VII secolo. Sergio partecipò al concilio in Trullo nel 692. Un altro sigillo, databile al VII-VIII secolo, riporta il nome del vescovo Nicola. Teodoro si fece rappresentare al secondo concilio niceno nel 787 dal diacono Mariano. Antonio prese parte al concilio di Costantinopoli dell'879-880 che riabilitò il patriarca Fozio. Altri sigilli del X e XI secolo hanno restituito i nomi dei vescovi Leone e Teodosio.
Dal XX secolo Andrapa è annoverata tra le sedi vescovili titolari della Chiesa cattolica; la sede è vacante dal 9 dicembre 1966. Il suo ultimo titolare è stato John Francis Whealon, vescovo ausiliare di Cleveland.

## Cronotassi

### Vescovi greci
- Paralio † (prima del 431 - dopo il 451)
- Paolo † (menzionato nel 458)
- Andrea † (circa VI secolo)
- Giovanni † (menzionato nel 680)
- Sergio † (menzionato nel 692)
- Nicola † (circa VII-VIII secolo)
- Teodoro † (menzionato nel 787)
- Antonio † (menzionato nell'879)
- Leone † (circa X-XI secolo)
- Teodosio † (circa XI secolo)

### Vescovi titolari
- Massimiliano Novelli † (15 gennaio 1921 - 14 luglio 1921 deceduto)
- Mateo Colom y Canals, O.S.A. † (29 luglio 1921 - 14 dicembre 1922 nominato vescovo di Huesca)[12]
- Angelo Cesare Vigiani, O.F.M. † (21 gennaio 1924 - 24 aprile 1961 deceduto)
- John Francis Whealon † (5 giugno 1961 - 9 dicembre 1966 nominato vescovo di Erie)